# Trangraven
Trangraven är en kanal i Köpenhamn. Den ligger i stadsdelen Christianshavn och är en tvärkanal till Christianshavns Kanal.